# Vila Nossa Senhora Aparecida (Goiânia)
Vila Nossa Senhora Aparecida é um pequeno bairro da cidade brasileira de Goiânia, localizado na região norte do município, em divisa com a região central.
O bairro situa-se conurbado ao Urias Magalhães e, por vezes, é confundido com o outro bairro, de maior extensão. Segundo dados da Prefeitura de Goiânia, a Vila Nossa Senhora Aparecida faz parte do 46º subdistrito de Goiânia, chamado de Urias Magalhães. O subdistrito abrange, além dos dois bairros, o Jardim Diamantina, Gentil Meireles, Panorama Parque e Granja Cruzeiro do Sul.
Segundo dados do Instituto Brasileiro de Geografia e Estatística (IBGE), divulgados pela prefeitura, no Censo 2010 a população da Vila Nossa Senhora Aparecida era de 746 pessoas.